# 張勇軍
張勇軍（1963年1月4日—），湖北黄石人，中国篮球运动员、主教练，前中国国家男子篮球队国手。
1982年2月，张勇军入选湖北青年队。6月，入选中国青年队，11月，入选湖北省队。1984年9月，入选中国国家男子篮球队。曾任广东宏远华南虎篮球俱乐部、U18国青队、国家大运队、U20国青队、国青队、东莞新世纪篮球队、惠州烽驰等队总教练。